# Indigogors

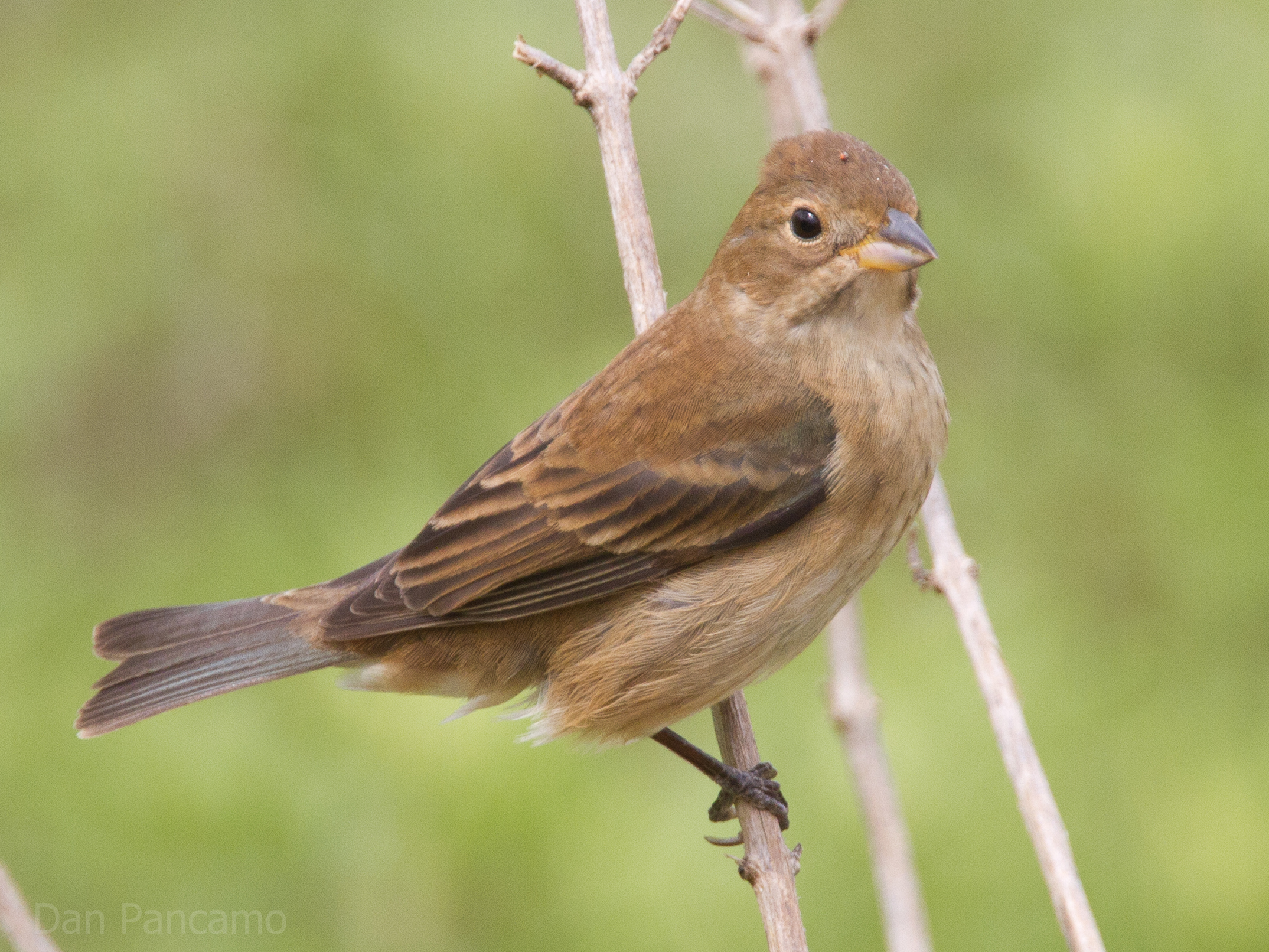
vrouwtje

De indigogors (Passerina cyanea) is een kleine zaadetende zangvogel uit de familie van de kardinaalachtigen (Cardinalidae).

## Kenmerken
De indigogors is een kleine vogel, met een lengte van ongeveer 11,5 tot 13 centimeter. Het onderscheid tussen de geslachten is vooral te zien aan de hand van de kleur. Het mannetje is tijdens de zomer fel blauw gekleurd, en tijdens de winter bruiner van kleur. Het vrouwtje is het volledige jaar bruin van kleur. Het mannetje gebruikt zijn zomerse kleurverandering om een partner te lokken.

## Leefwijze
Het voedsel van de indigogors bestaat voornamelijk uit insecten tijdens de zomer, en zaden tijdens de winter.

## Voortplanting
Het bouwen van het nest en het uitbroeden van de eitjes zijn taken die door het vrouwtje uitgevoerd worden.

## Verspreiding en leefgebied
Het is een trekvogel die tijdens het broedseizoen voorkomt van het zuiden van Canada tot het noorden van Florida, en tijdens de winter van het zuiden van Florida tot het noorden van Zuid-Amerika. De trek vindt voornamelijk 's nachts plaats, waarbij deze vogel gebruikmaakt van de sterrenhemel om te navigeren. De indigogors leeft in landbouwgebied, struikgebieden en open graslanden. Hij is nauw verwant aan de lazuligors (Passerina amoena) en kruisingen kunnen voorkomen waar hun leefgebieden overlappen.